# Ушакова, Юлия Олеговна
Ю́лия Оле́говна Ушако́ва (22 июня 1990 года, Тюмень, СССР) — российская спортсменка (бодифитнес), заслуженный мастер спорта России по бодибилдингу, мастер спорта России международного класса и популяризатор здорового образа жизни.

## Биография
Родилась и выросла в Тюмени. С раннего детства занималась спортом, начинала со спортивной гимнастики. В возрасте 14 лет начала заниматься бодифитнесом. Дебютировала на соревнованиях общероссийского и международного уровня в 2005 году, когда в Москве проходили XVIII открытый лично-командный чемпионат Восточной Европы и Чемпионат России по бодибилдингу, фитнесу и бодифитнесу: Ушакова на этих состязаниях завоевала «серебро» среди юниорок в бодифитнесе. В 2008 году ушла из спорта под влиянием усталости, однако в 2010 году вернулась.
Окончила среднюю школу с экономическим уклоном и Тюменский государственный университет по отделению журналистики.
Была одним из факелоносцев летней Универсиады 2013 года от Тюмени.
Работает персональным тренером.

## Наивысшие спортивные достижения
- 2011 —  абсолютная чемпионка Европы по бодифитнесу на Чемпионате Европы по бодибилдингу, фитнесу и бодифитнесу IFBB (Тюмень)[9], абсолютная чемпионка мира по бодифитнесу, абсолютная чемпионка России по бодифитнесу.
- 2012 —  абсолютная победительница Кубка России по бодибилдингу, фитнесу и бодифитнесу в категории бодифитнес в группе свыше 168 см и в большом финале (Ставрополь)[10].
- 2013 —  второе место по бодифитнесу на Чемпионате мира по бодибилдингу, фитнесу и бодифитнесу в группе свыше 168 см (Киев)[11].
- 2013 —  победительница открытого Чемпионата и первенства России по бодибилдингу, фитнесу и бодифитнесу в группе свыше 168 см (Пермь)[12].
- 2013 —  победительница турнира «Арнольд Классик» в номинации «Figure» (бодифитнес) в категории свыше 170 см (Колумбус)[13].
- 2015 —  абсолютная победительница Кубка России по бодибилдингу, фитнесу и бодифитнесу в категории бодифитнес в группе свыше 168 см и в большом финале (Санкт-Петербург).[источник не указан 2221 день]
- 2015 —  чемпионка мира по бодифитнесу (Будапешт)[14].